# Robbie de Hand
Robbie de Hand is het derde deel van de fantasy-serie Legenden van de Oorlog van de grote scheuring. In dit deel beschrijft S.M. Stirling in samenwerking met Raymond E. Feist de lotgevallen van de jonge snaak Robbie de Hand. De gebeurtenissen in Robbie de Hand vinden plaats na de vlucht van prins Arutha en prinses Anita uit de stad Krondor (zie: Magiër (Feist)).
De samenwerking tussen Raymond E. Feist en S.M. Stirling was vrij los van opzet. De verhaallijn van Robbie de Hand is bedacht door Raymond E. Feist en S.M. Stirling. Het boek zelf is geschreven door S.M. Stirling zonder directe bemoeienis van hemzelf.

## Inhoud
Prins van Krondor Erland wordt in zijn eigen kasteel gegijzeld door Gys van Bas-Tyra. Gys van Bas-Tyra was uit op de hand van de dochter van Erland, prinses Anita. Prins Arutha verhindert de plannen van Gys van Bas-Tyra door met prinses Anita de stad te ontvluchten. Bij deze vlucht wordt de prins bijgestaan door het Krondorse dievengilde, de Snaken. De jonge snaak Robbie de Hand assisteerde de prins bij het verlaten van Krondor. De prins schenkt Robbie uit dank voor de hulp een schitterende rapier. Uit frustratie over de ontsnapping van de prinses laat adjunct-hoofd van de geheime politie del Graza iedere vermoedelijke snaak arresteren. Bij de gearresteerden hoort ook Flora Hetevingers, een vriendin van Robbie. Del Graza veroordeelt de gevangen snaken tot de galg.
Robbie kan het, ondanks directe orders van de Snakenleider, niet laten om de gevangenen te bevrijden. Robbie moet als straf voor deze ongehoorzaamheid Krondor verlaten.
Samen met Flora gaat Robbie aan boord van een schip op zoek naar de familie van Flora in Nes. In Nes treffen ze Lorrie aan. Lorrie is een boerendochter op zoek naar haar ontvoerde broertje Rip. Samen met Coe, een dienaar van de godin des doods, gaan ze op zoek naar het broertje van Lorrie.
Lorries broertje is ontvoerd in opdracht van de baron van Nes. De baron van Nes probeert met de hulp van een duistere magiër om zijn vrouw weer tot leven te wekken. Hiervoor is de baron van plan Rip en nog drie kinderen te offeren. De vrouw van de baron is in het kraambed gestorven. Haar zoon was door de baron, die dacht dat het zijn zoon was, laten doden. De voedster heeft de zoon van de baron verborgen in het dorp van Flora. Flora kent hem als Bram, de zoon van een naburige boer.
Uiteindelijk slagen Robbie, Flora, Lorrie, Coe en Bram erin om Rip en de andere kinderen te bevrijden. Het eindigt met Lorrie die met kersverse baron Bram gaat trouwen. Flora blijft bij haar tante en Robbie vertrekt weer naar Krondor.